# Lavina
Lavina is een plaats (town) in de Amerikaanse staat Montana, en valt bestuurlijk gezien onder Golden Valley County.

## Demografie
Bij de volkstelling in 2000 werd het aantal inwoners vastgesteld op 209.
In 2006 is het aantal inwoners door het United States Census Bureau geschat op 234, een stijging van 25 (12,0%).

## Geografie
Volgens het United States Census Bureau beslaat de plaats een oppervlakte van
2,6 km², geheel bestaande uit land. Lavina ligt op ongeveer 1051 m boven zeeniveau.

## Plaatsen in de nabije omgeving
De onderstaande figuur toont nabijgelegen plaatsen in een straal van 36 km rond Lavina.